# Thauria pseudaliris
Thauria pseudaliris är en fjärilsart som beskrevs av Butler 1877 . Thauria pseudaliris ingår i släktet Thauria och familjen praktfjärilar. Inga underarter finns listade i Catalogue of Life.